# アッ＝ラシード通り
座標: 北緯31度31分40.3秒 東経34度26分15.9秒 / 北緯31.527861度 東経34.437750度
アッ＝ラシード通り（アッ＝ラシードとおり、アラビア語: شارع الرشيد、ラテン文字転記：Shari' al-Rashīd、英語: Al-Rashid Street、Al-Rasheed street、またはAl Rashid coastal road）は、パレスチナの飛び地、ガザ地区の南北を貫く沿岸基幹道路である。ガザの「眠らない通り」の異名を持つ。2005年にイスラエルがガザ地区を撤退して以来、多くの砲撃を受けている通りでもある。

## 概要
アッ＝ラシード通りは、同じく南北を貫くが同通りより東の内陸に位置するサラーフアッディーン通りと共にガザ地区の2大基幹道路を成す。大部分が地中海沿いに走る風光明媚な通りで、ホテル、レストラン、カフェ、出店などがひしめく大変賑やかな通りであると共に、道路沿いにはビーチも点在し、海水浴、レジャー、憩いの場などを結ぶ役割も果たしている。
通商、軍事、交通の要衝地点に立地するガザ港も、ガザ地区北部のアッ＝ラシード通り沿いに位置している。
ランドマークや遺跡も道沿いに数多く点在し、北部では2本のミナレットを誇り、優美な建築様式で知られたアル＝ハッサイナ・モスク (Al-Hassaina Mosque) もガザ港を望むこの通りの海沿いに建てられていた。同じく北部には、アッ＝シャティ難民キャンプに位置する、やはり2本のミナレットを擁した端麗な現代的建築を誇るアル＝ハリーディ・モスク (Al-Khalidi Mosque) が、近年に建てられたにもかかわらず、地元ムスリムの間で信仰的重要さが増していた。中部では、世界遺産の暫定リストに記載されている聖ヒラリオン修道院の遺跡、テル・ウム・アメールが道路の近くで発掘されている。

## 眠らない通り
2005年からイスラエルに包囲されているガザ地区では、電力の供給が安定せず、１日最高20時間に及ぶ停電により、真っ暗になった自宅で過ごしたくない人々は、夜にアッ＝ラシード通りに集まってくることで知られていた。通り沿いの出店は発電機を駆使し、集まる人々に灯りを提供していた。夜に灯りがない環境の精神的影響を考慮して、親が子供を連れてアッ＝ラシード通りを訪れるなどもされていた。
また、長年のイスラエルによる空爆で自宅を失った人々は、無事な家族や親戚の家に身を寄せていることから、住宅内には多くの人数が生活をしており、「満員の」建物から逃れるためにアッ＝ラシード通りに集まり、そのまま通り沿いの浜辺で就寝する人たちもいた。若者たちが友達同士で集まるのもこの通りであった。
ガザ市の広報によれば、1日に約1万人の人々がアッ＝ラシード通りに集まるという。

## 復興事業
2014年にイスラエルがガザに侵攻すると、アッ＝ラシード通りも攻撃の被害を受けた。が、翌年の2015年に元カタール首相であったハマド・ビン・ハリーファ・アール＝サーニーによる資金援助により、アッ＝ラシード通りの復興事業が進められ、通り沿いにソーラーパネルが設置され、停電に関係なく一定の電力が供給されるようになった。復興事業は、道路沿いの水道工事、下水道工事、道路工事、電気工事、通信工事、交通工事、道路塗装、安全工事、農業工事など多岐に渡ってインフラ整備が行われた。

## 2023年パレスチナ・イスラエル戦争
2023年にパレスチナ・イスラエル戦争が始まると、ガザ地区北部の住民はイスラエル国防軍からガザ地区の南方に避難するよう退避命令がだされ、当初多くの場合はサラーフアッディーン通りが退避路に指定されたが、戦争が進むにつれ、アッ＝ラシード通りが退避路に指定されるようになった。
アッ＝ラシード通りは、空爆や地上侵攻によって、ガザ港、アル＝ハッサイナ・モスク、アル＝ハリーディ・モスクなど道路沿いのランドマークが次々に破壊され、集合住宅や商業施設、そして道路自体も大きな損害を負った。道路はアスファルトが剥がされ、土がむき出しの状態となり、アル＝ハッサイナ・モスクは瓦礫と化しそのドームは地面に転がった。アル＝ハッサイナ・モスクは、ラマダン中、タラーウィーフの為に多くのガザ地区住民が普段のモスクから足を延ばして礼拝に訪れる場で、メッカやアル＝アクサ・モスクなどムスリムの聖所を巡礼することがイスラエルの封鎖によってままならないガザの住民にとって、旧市街のグレート・オマリー・モスクと同様、宗教的そして精神的に非常に重要な場所で、また、アッ＝ラシード通りが多くの人々が集まる憩いの場であったため、破壊のニュースはガザの住民に衝撃を与えた
ガザ地区北部が「制圧」されると、北部の住民に対する人道救援物資は主にアッ＝ラシード通り経由で行われるようになった。
また、イスラエル軍は、アッ＝ラシード通りからイスラエルの境界までガザ地区を東西を横断する749号線軍事道路を整備し、ガザ地区を北部と中部・南部と分断した際、アッ＝ラシード通りと749号線が交わる地点に前哨基地と検問所が設けられ人流と物流を制限した。

### 「小麦粉虐殺」
ガザ地区での飢餓と飢饉が報じられ、特に物資の搬入量が少ない北部では、多くの住民が救援物資を積んだトラックが検問所を通って北部に入域するのを待ち構えて、アッ＝ラシード通りに多くの人が昼夜関係なく集まってくるようになった。
2024年2月29日には、小麦粉を積んだ搬入トラックが検問所を出た時点で、物資を求めて人々がトラックに群がったが、多くの人が銃撃と砲撃を受け、少なくとも112人死亡し、760人以上が負傷した。これに対してイスラエル軍は、「押し寄せた人々が混乱を引き起こしたと」とし、部隊を脅かす「数人」に発砲したと述べたが、病院に運ばれた死傷者のほとんどに銃創が認められ、サンプルとして調査された200人の死傷者のほぼ全員から発見されたのは5.56x45mm NATO弾で、特に英国からイスラエル軍にライセンスが与えられ、同軍へ輸出された2020年から2022年に製造のFMJ（Full Metal Jacket、フルメタルジャケット） 弾だった。またCNNの分析では1分間に600発が連射されているとした。
同年2月29日以降にも搬入トラックを目当てにアッ＝ラシード通りに集まる人の数は後を絶たず、更なる銃撃で死傷者がでた。

### ワールド・セントラル・キッチン職員殺害
2024年4月1日には、人道支援NGOのワールド・セントラル・キッチン (WCK) の3台の車両がデイル・アル・バラフの倉庫に支援物資を届けた後、イスラエル軍との事前調整にも拘わらず、アッ＝ラシード通りの「非戦闘地域」を走行中に同軍のドローン攻撃を受け、7人の職員が殺害された。死者には、オーストラリア人、ポーランド人、英国人、米国とカナダの二重国籍者、パレスチナ人が含まれており、国際社会から大きな批判を受け、WCKや連携する非営利団体の支援活動が一時停止した。イスラエル軍は「重大なミスと手続き違反」を認め2人の将校を解任したと発表したが、WCKのエリン・ゴア最高経営責任者は、同軍は「自らおかした失敗について、納得のいく調査を行うことはできない」と指摘し、第三者機関による独立委員会による調査を要求した。国連のアントニオ・グテーレス事務総長も同様に独立調査が必要だとの認識を示した。